# Jean Marie Adèle Leydet
Adèle Marie Jean Oscar Leydet, mariée Raymond, née le 16 juin 1913 à Reno (Nevada, États-Unis) et morte le 1er août 1994 à San Luis Obispo (Californie), est une militaire française de la Seconde Guerre mondiale et de la Guerre d'Algérie en service aussi pour le Deuxième Bureau avec le nom de Jean Rose entre 1935 et 1943 (Jo pour les collègues américaines et Rose pour les collègues françaises, Rose étant à l'époque de son service dans l'aviation civile avec la compagnie Aeroposta Argentina en 1931-1932 son indicatif comme opérateur radio/navigateur).

## Biographie
Ses parents Joseph Fidele Leydet et Marie Marenthier, tous deux nés à Réallon (Hautes-Alpes), avaient quitté la France pour les États-Unis en 1907 et vivaient en avril 1910 à Reno (Nevada).
Après la mort de sa mère en 1922, Jean Marie Adèle Leydet est envoyée en France à Versailles puis, après la mort du capitaine Émile Louis Remy Leydet en 1923, à ses oncles à Libourne. Elle est deuxième au championnat international d'escrime d'Arcachon en 1930 pour la spécialité de l'épée. Elle est passionnée d'aviation et obtient le brevet de base de pilote d'avion avant de retourner aux États-Unis à l'automne de 1930. En mai 1931, elle obtient le diplôme de l'école secondaire de Salt Lake City (Utah).
Après un séjour à Londres en 1934-1935, elle participe à la guerre civile espagnole avec la Croix rouge canadienne, encadrée comme étudiant en médecine avec le grade de sous-officier en juillet 1936 et avec l'American Medical Bureau (en) en mai 1937 après un bref passage dans l'aviation militaire républicaine. Pendant ce temps, elle est fiancée à Pierre-Adrien Matheron, pilote de l'Escadrille España, mort en 1937.

### Seconde Guerre mondiale
En avril 1939, elle rentre en France et s'engage en tant qu'auxiliaire dans l'Armée de terre. Durant l'hiver 1939-1940, elle sert comme caporal brancardier au 123e régiment d'infanterie et reçoit la Croix de guerre.
En avril 1940, elle passe dans l'Armée de l'air comme artilleur d'aviation. En avril-mai 1940, elle est en formation à l'École de l'air de Bordeaux-Mérignac avec les pilotes Gisèle Gunepin et Élisabeth Lion. Parmi les trois, le seul titulaire d'un brevet de pilote de transport et de 100 heures de vol était Elisabeth Lion, Gisèle Gunepin et elle-même ne rentrant pas dans les conditions prévues par la loi sur les auxiliaires qui voulaient s'engager comme pilotes. Gisèle Gunepin est donc restée en service au GB II/19 (où elle était encore en 1943/1944) en tant que navigateur et Jean Leydet a été déplacée en tant que mitrailleur au GR I/14.
Pendant l'été 1940, elle quitte la France pour l'Angleterre et l'hiver 1940/1941, elle est dans le WAAF avec le nom de code de Jean Rose et travaille pour le B.C.R.A. entre l'Angleterre et les États-Unis. En même temps, elle s'engage comme WAAF ("the london gazzette" du 4 octobre 1940 Rose miss jean Aircraft woman of 1se class appointed for promotion to section officer) et se lie avec Jeanne Berthe Massias et Simonne Mathieu. En 1942, elle est en service pour la BCRA comme opérateur radio avec le nom en code de Jean Rose et reçoit une seconde croix de guerre avec citation.
En 1942, elle est à San Diego engagée dans le woman army corps avec le grade de E2 (caporal).
Brevetée parachutiste à Ringway en 1943, Jean Leydet est en service en 1943-1944 avec le grade d'aspirant puis de sous-lieutenant dans le 2e régiment de chasseurs parachutistes, confirme son brevet le 18 mai 1945 au retour en France (Brevet n. 23683).
D'après la liste des votes de la Californie, elle a voté comme « Mme Adele Raymond » aux élections présidentielles de 1952 et 1956 où a gagné l'ancien général Dwight Eisenhower, qui avait été son commandant entre le 2 août 1944 et le 20 mai 1945, dans la 1re armée aéroportée alliée (« First Army Allied Airborne »).

### Suite de sa carrière
À la fin de la Seconde Guerre mondiale, elle retourne aux États-Unis et est inscrite en tant que cadette infirmière (« Us Army Cadet Nurse »), recrutée le 24 août 1945 et retirée le 11 septembre 1946 (U.S., World War II Cadet Nursing Corps Card Files, 1942-1948: Adele Leydet, adresse: Pocatello Idaho, from the Regina Nursing School, Albuquerque, New Mexico).
Mariée le 13 février 1946 à Las Vegas (Nevada) avec un collègue pilote, le capitaine Jean (John) Auguste Raymond (1912-1976). En 1947, elle est en service dans l'USAF, mais quitte l'aviation militaire en 1948 parce qu'elle est enceinte de son deuxième enfant (Robert) né à Bakersfield (Californie) le 1er juillet 1948. Son premier fils, Jean (John) Auguste Raymond, est né à Bakersfield le 23 mars 1947, mais cela n'a pas empêché sa mère de revenir en France et de participer à des sélections pour l'équipe féminine d'escrime en vue des Jeux olympiques de Londres du février 1948.
En 1943, elle s'est inscrite dans l'Us Marine Corps ("U.S. Marine Corps Muster Rolls, 1798-1958 Draft, Enlistment and Service": Caporal/E2 et puis sergent/E3-E5, après le reforme du mai 1958, pour le grade militaire américaine avec le nom de Raymond Jo, matricule 1435634, rentrée en service en 1955-1958). 
En service en France dans l'infanterie selon la loi de 1951 sur les auxiliaires pendant la guerre d'Indochine (lieutenant en 1951-1953, promotion de capitaine en 1953 ), mais aussi comme parachutiste pendant la guerre d'Algérie (officier de reinsegnement entre mai ed july 1958 en service dans le 1 REP  puis chef de bataillon dans le 6 RPIMA et dans le 2 RCP, commandant dans la GLA 45).
Mariee en 1959 avec le capitaine Jean Graziani en service dans le 6 RPIMA.
Radiotélégraphiste en avion puis titulaire d'un brevet de pilote ALAT, obtenu en mai 1954, elle quitte le service en 1972 apres 3 ans moniteur à l'école des troupes aéroportées de Pau avec le grade de colonel  radiée du cadre pour limite d'âge (59 ans pour les femmes avec le grade de colonel).

## Distinctions
- 1940 : Croix de guerre (avec citation 1942: "operateur radio particulièrement courageux": Journal Official de la Republique francaise du 1942)
- 1951 : Croix de guerre des Théâtres d'opérations extérieurs
- Croix du combattant
- Médaille coloniale d'Indochine
- Médaille d'honneur du service de santé
- Médaille des blessés militaires (1944/1951)
- 1959 : Médaille commémorative opérations sécurité et maintien de l'ordre en Algérie [38]
- World War II Victory Medal (pour le service dans la 1re armée aéroportée alliée)

## Fiction
- 2015 : Elizabeth Wein (trad. de l'anglais par Marianne Durand), Rose sous les bombes [« Rose Under fire »], Paris, Castelmore, 2015, 347 p. (ISBN 978-2-36231-144-4, OCLC 915043174, BNF 44329784)

### Ouvrages
- Pierre de Longuemar, Mémorial 1939-1945 : l'engagement des membres de la noblesse et de leurs alliés, Paris, Éd. du bottin mondain/Ehret, 2002, 310 p. (OCLC 496271251)
- André Dufilho, Mon lieutenant, un blessé vous demande : la 35e division d'infanterie dans la guerre de 1939-1940 : récit historique, Bordeaux, Les Dossiers d'Aquitaine, coll. « Mémoires de France », 2004, 223 p. (ISBN 2-84622-048-4, OCLC 644377000, lire en ligne)
- Christine Levisse-Touzé (dir.), Les Femmes dans la Résistance en France : actes du colloque international de Berlin, 8-10 octobre 2001, Paris, Tallandier, 2003, 480 p. (ISBN 2-84734-030-0, OCLC 612206825)
- Cristina Contilli, Filles de l'air, 2018.

### Article
- « Le Capitaine Leydet », Le Petit Parisien, no 22709,‎ 4 mai 1939 (lire en ligne).
- La Petite Gironde

30 décembre 1927 (a. 57, n° 20259), p. 4 (retronews)